# Landauer-Büttiker-Formalismus
Der Landauer-Büttiker-Formalismus, welcher auf Arbeiten von Rolf Landauer und Markus Büttiker zurückzuführen ist, beschreibt allgemein den Stromtransport im Randkanalmodell in Systemen endlicher Ausdehnung und wird insbesondere zur Beschreibung des Quanten-Hall-Effekts verwendet.

## Allgemeines
Dabei wird angenommen, dass ein System mit einer beliebigen Anzahl j von Kontakten mit verschiedenen chemischen Potentialen µk (k = 1,2,3,...,j) vorliegt. Dieses bildet i eindimensionale Randkanäle aus, die dadurch entstehen, dass die Fermi-Energie zwischen dem (i-1)-ten und i-ten Landau-Niveau liegt.
Wenn man nun für die von Kontakt k+1 in Kontakt k gestreuten Elektronen eine Transmissionswahrscheinlichkeit Tkk+1 annimmt und Rkk die Reflexionswahrscheinlichkeit eines Elektrons von Kontakt k zurück in Kontakt k bezeichnet, so lässt sich eine Ratengleichung für den Nettostrom Ik am Kontakt k aufstellen:
{\displaystyle I_{k}=e\int _{0}^{\mu _{k}}{D(E)v(E)dE}-e\int _{0}^{\mu _{k}}{R_{kk}D(E)v(E)dE}-e\int _{0}^{\mu _{k+1}}{T_{kk+1}D(E)v(E)dE}}
Hierbei bezeichnet {\displaystyle D(E)={\frac {1}{\pi \hbar v(E)}}} die Zustandsdichte des eindimensionalen Randkanals und v(E) die Gruppengeschwindigkeit der Elektronen. Das Integral setzt sich zusammen aus dem auslaufenden positiven und dem einlaufenden negativen Anteil an Kontakt k.
Eine Auswertung des Integrals erlaubt Rückschlüsse auf die Leitfähigkeit eines einzelnen (spinentarteten) Randkanals, welche
{\displaystyle G=2{\frac {e^{2}}{h}}}
beträgt. Der Formalismus ist nicht durch die Probengeometrie oder die Anzahl der Randkanäle beschränkt und erlaubt für beliebige Geometrien und Randkanäle die Berechnung des Nettostroms Ik an Kontakt k.

## Beispiel für QHE mit zwei besetzten Randkanälen
Für das folgende Beispiel nehmen wir an, dass nur ein Randkanal mit Spinentartung vorliegt. Der experimentelle Aufbau entspricht dem einer normalen Hall-Messung mit vier Kontakten. Durch zwei (Kontakt 1 und 3) wird ein Strom geschickt, an den anderen beiden (Kontakt 2 und 4) wird die entstehende Spannung abgegriffen. Die Potentiale der Kontakte werden mit μ1 bis μ4 bezeichnet. Da an den Kontakten 2 und 4 nur eine Spannung abgegriffen wird, ist ihr Nettostrom gleich null, da die über die Randkanäle transportierte Ladung den Kontakt ohne Verlust durchquert.
Wir können nach Auswertung des oben angegebenen Integrals folgendes Gleichungssystem aufstellen (es wird angenommen, dass keine Rückstreuung auftritt, also Rkk = 0 ist):
{\displaystyle I_{1}=I=2{\frac {e}{h}}(\mu _{1}-\mu _{4});\,T_{14}=1,\,T_{12}=T_{13}=0}
{\displaystyle I_{2}=0=2{\frac {e}{h}}(\mu _{2}-\mu _{1});\,T_{21}=1,T_{23}=T_{24}=0}
{\displaystyle I_{3}=-I=2{\frac {e}{h}}(\mu _{3}-\mu _{2});\,T_{32}=1,T_{31}=T_{34}=0}
{\displaystyle I_{4}=0=2{\frac {e}{h}}(\mu _{4}-\mu _{3});\,T_{43}=1,T_{41}=T_{42}=0}
Aus Gleichung 2 folgt μ1 = μ2. Setzt man das in Gleichung 1 ein, folgt 
{\displaystyle I=2{\frac {e}{h}}(\mu _{2}-\mu _{4})=2{\frac {e^{2}}{h}}U_{24}}.
Somit ergibt sich die Leitfähigkeit eines spinentarteten Randkanals zu 
{\displaystyle G=2{\frac {e^{2}}{h}}}.
Verallgemeinert lässt sich für einen Randkanal dann der Hallwiderstand berechnen:
{\displaystyle R_{Hall}={\frac {U_{24}}{I}}={\frac {h}{2e^{2}}}}
Für i Randkanäle ergibt sich analog der bekannte Zusammenhang
{\displaystyle R_{Hall}={\frac {1}{2i}}{\frac {h}{e^{2}}}={\frac {1}{\nu }}{\frac {h}{e^{2}}}}
wobei {\displaystyle \nu } den Füllfaktor bezeichnet und zudem erklärt, warum bei niedrigeren Magnetfeldern ohne Spinaufspaltung nur Plateaus mit geradzahligem Füllfaktor beobachtet werden.